# 杜朝选
《杜朝选》 是一则白族本主神话，主人公杜朝选是一个青年猎人。一天，他去云弄峰打猎，在神摩山涧遇到了危害人民的妖蟒.立即射了妖蟒一箭。第二天又去寻找妖蟒，在山涧里遇见洗血衣的女子，得知是妖蟒摄到蟒洞的二女之一。杜朝选于是随女进洞奋力杀死妖蟒，救出二女。因为杜朝选救出的二女是周城人，杜朝选又为周城人民除去妖蟒的大害，并与二女结婚，留在周城，后来就被奉为周城本主。该神话曾被改编为吹吹腔，类似的故事还有《阿杰尔除妖》等。